# الموكب الليلي للمئة شيطان

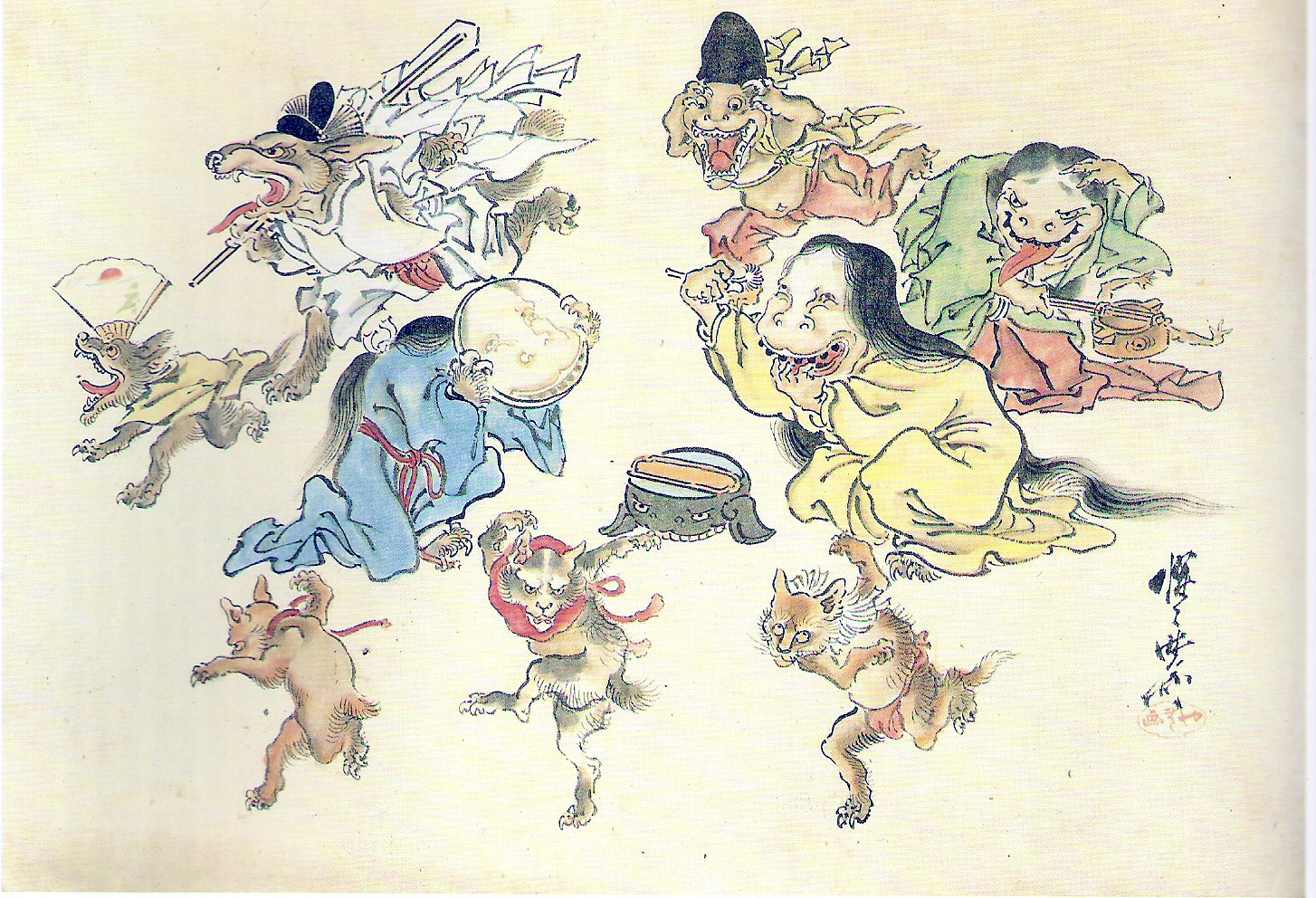
موكب المئة شيطان الليلي، من رسم الفنان كاوانابي كيوساي

أو الموكب الليلي المئوي للشياطين (باليابانية: 百鬼夜行، بالروماجي: Hyakki Yagyō)، مصطلح في الفلكلور الياباني يشير إلى موكب كبير قد يكون منظماً أو فوضوياً يتكون من أعداد كبيرة من كافة أنواع الكائنات الخرافية والخارقة من وحوش وشياطين ويوكاي، بإعتباره ثورة مرعبة لكائنات العالم الآخر في عالمنا فهو مشابه إلى حد ما لمصطلح بانديمونيوم [الإنجليزية] في اللغة الإنجليزية.

## الأسطورة
مفهوم الموكب الليلي المئوي للشياطين كان موضوع شائع في السرد القصصي والفنون الأخرى لأكثر من ألف عام، مما أدى إلى تطوره بشكل كبير جعلت من الصعب إن لم من المستحيل عزل عناصر الأسطورة الأساسية.
إحدى الروايات الحديثة تقترح أن اليوكاي نوراريهيون [الإنجليزية] يقود الموكب الليلي المئوي للشياطين في شوارع اليابان خلال ليالي الصيف، أي شخص سيعترض الموكب سيهلك مالم يكون محمياً بتمائم لطرد الأرواح مكتوبة بخط يد الأونميوجي (طاردي الأرواح)، ويقال بأن قائد الأونميوجي فقط يمكنه العبور خلال موكب الشياطين دون أن يتأذى.

وفقاً لرواية أخرى ذكرت في موسوعة شوغاشيو (拾芥抄) التي تعود للقرون الوسطى، تذكر أن الوسيلة الوحيدة للبقاء آمناً من الموكب الليلي هي البقاء في المنزل في ليالي محددة حسب الأبراج الصينية وترديد التعويذة السحرية:
(カタシハヤ, エカセニクリニ, タメルサケ, テエヒ, アシエヒ, ワレシコニケリ) «كا-تا-شي-ها-يا، إيه-كا-سي-ني-كو-ري-ني، تا-ميه-رو-سا-كيه، تيه-إيه-هي، آ-شي-إيه-هي، وا-ريه-شي-كو-ني-كيه-ري»

## في الفن
الموكب المئوي للشياطين واحد من أكثر المواضيع شيوعاً في الفن البصري الياباني، من أهم الأمثلة عليه لفافة [الإنجليزية] هياكي ياغيو زو (百鬼夜行図) التي تعود إلى القرن السادس عشر، والتي تنسب خطأً إلى توسا ميتسونوبو، والموجودة في معبد دايتوكوجي [الإنجليزية] في كيوتو، بالإضافة إلى مخطوطات أخرى تسمى هياكي ياغيو إيماكي (百鬼夜行絵巻) تعود إلى فترة موروماتشي والتي رُسمت لإظهار تفاصيل كل مجموعة من الوحوش في الموكب.
أعمال أخرى بارزة في هذا الصدد بضمنها غازو هياكي ياغيو [الإنجليزية] (画図百鬼夜行) إحدى أعمال تورياما سيكين [الإنجليزية] إلا أنها لا تظهر رسمة واحدة للموكب بل رسمة منفصلة لكل كائن بشكل موسوعي، بينما أوتاغاوا يوشيكو يوظف مفهوم الموكب المئوي للشياطين للتعليق على أعمال القوات اليابانية المعاصرة في الصين في عمله كوكّيه وانيشي كي (滑稽倭日史記).

## في الأدب
ظهر الموكب المئوي في العديد من الحكايات والقصص التي جمعها المختصين في التراث الياباني منها:
- أوجي شوي مونوغاتاري [الإنجليزية] (宇治拾遺物語)، وفيها يصادف راهب مجموعة من مئة كائن أسطوري ويوكاي تمر قريبة من معبد ريوسينجي [الإنجليزية].
- كونجاكو مونوغاتاريشو (今昔物語集)، يروي أحد أجزاء هذه القصة أن في عصر جوغان [الإنجليزية] من تاريخ اليابان أن الابن الأكبر للوزير فوجيوارا نو موتوتسونيه [الإنجليزية] أثناء ذهابه لمنزل حبيبته رأى 100 شيطان يسيرون من إتجاه الطريق الرئيسي، لكن لأن لباسه عليه نقش بوذي فالشياطين الذين رأوه هربوا منه.
- أوكاغامي (大鏡).
- غودانشو (江談抄).
- كوهون سيتسواشو (古本説話集).
- هوبوتسوشو (宝物集).

## طالع أيضًا
- حفيد نوراريهيون
- يوكاي
- غاشادوكورو
- امرأة الثلج

## روابط خارجية
- لفائف كاملة لموكب المئة شيطان الليلي على موقع متحف محافظة هيوغو.